# Juchnowiec Dolny (gmina)
Juchnowiec Dolny (od 1954 Juchnowiec; od 1998 Juchnowiec Kościelny) – dawna gmina wiejska istniejąca do 1997 roku w woj. białostockim. Siedzibą gminy był Juchnowiec Dolny.
W okresie międzywojennym gmina Juchnowiec należała do powiatu białostockiego w woj. białostockim. 
Według Powszechnego Spisu Ludności z 1921 roku gminę zamieszkiwało 6.998 osób, wśród których 6.530 było wyznania rzymskokatolickiego, 466 prawosławnego a 2 mojżeszowego. Jednocześnie 6.803 mieszkańców zadeklarowało polską przynależność narodową, 183 białoruską a 7 żydowską. W gminie było 1,066 budynków mieszkalnych.
Po wojnie gmina zachowała przynależność administracyjną. Według stanu z dnia 1 lipca 1952 roku gmina składała się 28 gromad: Biele, Bojarzy, Bronczany, Dobrowoda, Hermanówka, Hołówki Nowe, Hołówki Stare, Iwanówka, Janowicze, Juchnowiec Dolny, Juchnowiec Kościelny, Juraszki, Klewinowo, Koplany, Lewickie, Lewickie kol., Lubejki, Niewodnica Norgielewska, Niewodnica Norgielewska kol., Pomygacze, Rumejki, Szerenosy, Turośń Dolna, Turośń Kościelna, Uhowo I, Uhowo II, Wólka, Złotniki. Gmina została zniesiona 29 września 1954 roku wraz z reformą wprowadzającą gromady w miejsce gmin.
Gminę Juchnowiec Dolny reaktywowano 1 stycznia 1973 roku w tymże powiecie i województwie. 1 czerwca 1975 gmina znalazła się w nowo utworzonym (mniejszym) woj. białostockim. 
1 lipca 1976 roku do gminy Juchnowiec Dolny przyłączono sołectwa Horodniany, Hryniewicze, Ignatki, Izabelin, Kleosin, Księżyno, Księżyno-Kolonia, Olmonty, Solniczki i Stanisławowo ze zniesionej Zaścianki.
1 stycznia 1998 roku siedzibę gminy przeniesiono z Juchnowca Dolnego do Juchnowca Kościelnego, a nazwę gminy zmieniono na gmina Juchnowiec Kościelny.